# Nachystejte květináče
Nachystejte květináče (v anglickém originále Stoke Me a Clipper) je druhá epizoda sedmé série (a celkově třicátá osmá) britského sci-fi sitcomu Červený trpaslík.
Scénář napsali Paul Alexander a Doug Naylor, režie Ed Bye. Poprvé byla epizoda odvysílána 24. ledna 1997 na britském televizním kanálu BBC2.

## Námět
Eso Rimmer umírá, vrací se proto do naší dimenze, aby vycvičil Arnolda Rimmera a ten se tak stal novým Esem. Je to pravděpodobně jeden z nejtěžších úkolů jeho života, neboť Arnold Rimmer je velice zbabělý a necharismatický, přesto se mu to s vydatnou Listerovou pomocí podaří. Eso Rimmer umírá, Arnold Rimmer oblečený v jeho letecké kombinéze a s jeho parukou na hlavě přijímá novou identitu a účastní se i svého pohřbu (Kocour s Krytonem nevědí o záměně a domnívají se, že tím, kdo zemřel je Arnie). Arnold odlétá v Esově transdimenzionálním raketoplánu, aby se stal novým kosmickým superhrdinou.

## Děj
Před znělkou seriálu běží scénka, v níž Eso Rimmer zachraňuje princeznu Bonjellu z nacistického zajetí. Dokáže se dostat z pout, vyskočit z bombardéru, který za okamžik exploduje a přemoci početnou přesilu fašistických vojáků, aby se s osvobozenou princeznou vznesl na motorce na oblohu a tam vykreslil kondenzační stopou svou oblíbenou hlášku:
NACHYSTEJTE UZENÁČE, NA SNÍDANI JSEM ZPÁTKY!
Dave Lister v Kosmiku přibere Krytona a společně jdou do simulační místnosti. Lister hodlá v jedné z počítačových her ukojit své pudy. V rytířském brnění se zde utká s nejlepším rytířem anglického krále, kterého pomocí podvodu (počítačových cheatů) porazí. Jako odměnu si vyžádá noc a den strávený s královnou – manželkou anglického krále. Za opovržlivých reakcí obecenstva si ji odvádí do svého stanu. Kryton, jenž Listerovi dělá služebníka je také znechucen.
Zrovna v nejlepším zmizí stan i královna, kterou Lister obšťastňoval. Jde o výpadek proudu, v Kosmiku se děje něco závažného. Ukáže se, že jej zasáhla energie z interdimenzionální kosmické lodi Esa Rimmera.
Eso Rimmer vyhledal současnou vesmírnou dimenzi, aby předal svou funkci Arnoldu Rimmerovi, protože umírá. Jeho srdce – hologramatická jednotka je poničená, uniká z ní elektromagnetické záření. Arnold Rimmer z jeho návratu nemá na rozdíl od ostatních žádnou radost. Eso Rimmer na něj naléhá, aby převzal jeho roli vesmírného superhrdiny, čemuž se Arnold ze strachu brání. Eso Rimmer požádá Listera, aby mu pomohl Rimmera přemluvit.
Lister na to jde s trochou psychologie. Dělá, že nevěří, že by Arnold mohl být příštím kosmickým hrdinou a vysmívá se mu:
„Jseš fňukna, zbabělec, tupoun, uplakánek, neurotik, křivák a ubožák a hlavně velkej kus vola!“
Rimmer se naštve a prohlásí, že jeho výcvik právě začíná. Ten však neprobíhá nijak obzvlášť dobře a Rimmer to chce (jak je jeho zvykem) brzo vzdát. Eso Rimmer si s ním vymění vizáž a řekne mu, že jestli posádka Kosmiku nepozná jejich záměnu, je pro roli hrdiny připraven. O všem ví pouze Lister, který se snaží Rimmerovi pomoci. V brnění imituje uprchlého anglického rytíře a bojuje s převlečeným Rimmerem. Ten je nucen se bránit a i když má nahnáno a nejraději by rytíři nabídl nějaké příměří, nakonec jej zastřelí bazukoidem. To je pouze naoko, neboť David Lister předtím vyměnil ostré náboje za slepé, finta pro zvýšení sebevědomí Arnolda Rimmera vyšla. Ten to celý rozradostněný běží říci umírajícímu Eso Rimmerovi.
Když Eso Rimmer skoná, Lister vstoupí do kajuty a pochopí, co se tu odehrálo. Rimmer je otřesen a stále váhá. Kocour s Krytonem o záměně nic neví. Dave dá Rimmerovi předmět, jenž mu zanechal Eso Rimmer. Má nového Esa – Arnolda dovést na místo, kde se nachází pohřebiště mnoha Eso Rimmerů.
Po pohřbu a příletu na místo Rimmer vidí mnoho kapslí – rakví Eso Rimmerů. Každý z nich byl článkem řetězu a teď tvoří prstenec kolem jedné z planet. Lister na Rimmera apeluje, že přece nemůže ten řetěz přetrhnout.
Nový Eso Rimmer alias Arnold se chystá k odletu a loučí se s posádkou. Kocour a Kryton stále nic netuší.
„Nachystejte květináče, na Vánoce jsem zpátky!“
Start se nepodaří, Rimmer se místo vzletu katapultuje. Zahraje trapas do autu se slovy, že si chtěl ještě potřást se všemi rukou.
Interdimenzionální kosmické plavidlo nového Eso Rimmera se vzdaluje od Kosmiku...

## Produkce
Sólové psaní scénářů pro sedmou sérii seriálu už Douga Naylora unavovalo a tak si přizval menší skupinku scenáristů. Paul Alexander byl prvním z nich. Byla to zcela nová situace, dříve měl Naylor pod kontrolou každý scénář. I nyní si ponechal většinu kontroly nad novými texty, upravil je do podoby, v níž dobře zapadly do prostředí seriálu Červený trpaslík.
Epizoda „Nachystejte květináče“ uvedla mnoho známých herců. Skotský herec Brian Cox ztvárnil anglického krále, jeho francouzskou manželku a královnu hrála britská komediální herečka Sarah Alexander. Ken Morley dostal roli německého velitele Voorhese, britská televizní herečka Alison Senior se představila v roli princezny Bonjelly, německé komediální duo Kai Maurer a Stephan Grothgar ztvárnilo vojáky Wehrmachtu, na které z oblohy spadl krokodýl. Andy Gell se také objevil v roli vojáka.
Chris Barrie (představitel Arnolda Rimmera a Eso Rimmera) se v tento moment rozhodl opustit sérii. I když se poté rozmyslel a chtěl se zúčastnit natáčení čtyř dalších dílů, byl vyškrtnut ze scénáře, aby se mohlo více zapracovat na postavě Kristiny Kochanské, která se měla objevit v následující epizodě „Uroboros“. Díl „Nachystejte květináče“ je posledním v rámci seriálu, kde se Arnold Rimmer objevuje jako hologram (nepočítáme-li trojdílnou minisérii „Zpátky na Zemi“, v níž se objeví jeho nová holografická verze), v dalších dílech sedmé série se objevuje jen v krátkých útržcích (např. Listerův sen, vzpomínka). V osmé sérii se Chris Barrie do seriálu vrací a hraje znovu obživlého Arnolda Rimmera (člověka, kterého vzkřísili mikroskopičtí roboti).